# Цыганский табор

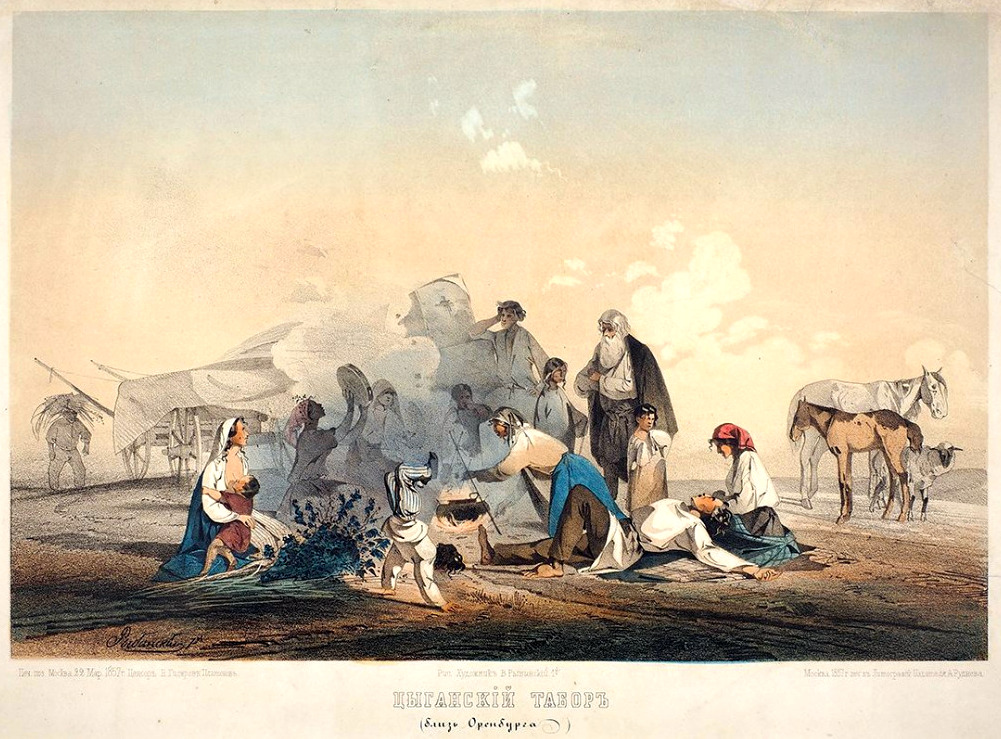
«Цыганский табор (близ Оренбурга)»
Художник Василий Рыбинский, 1857 год

Та́бор (чеш. tabor), при использовании слова по отношению к цыганам:
- Группа цыган, связанных родством и при этом кочующих или проживающих совместно;
- Любая группа цыган, кочующих или проживающих совместно;
- Цыганский походный лагерь;
- Место компактного проживания цыган;
- Любая группа, находящаяся в одном месте в одно время (обычно в разговорной речи).

Образованное от слова прилагательное та́борный может иметь значение, не имеющее отношение к значениям слова табор, а именно: старинный, традиционный (по отношению к какому-либо явлению материальной или художественной цыганской культуры).